# Nokia 6.1 Plus
Nokia 6.1 Plus, còn được gọi là Nokia X6 (khác với Nokia X6 2009), là điện thoại thông minh tầm trung của hãng Nokia sử dụng hệ điều hành Android.

## Model TA-1099 (TA-1083)
| Model   | Ghi chú                 | Tham khảo |  |
| ------- | ----------------------- | --- |  |
| TA-1103 | Phiên bản toàn cầu      | https://www.gsmarena.com/new_nokia_x6_model_ta1103_spotted_could_be_the_global_variant-news-31116.php (Bao gồm băng tần B28/700mhz 4G/LTE*)          |  |
| TA-1099 | Phiên bản X6 Trung Quốc | |  |
| TA-1116 | Phiên bản toàn cầu      | https://www.fonearena.com/blog/256132/nokia-x6-ta-1083-ta-1116-global-bluetooth-certification.html                                                   |  |
| TA-1083 | Phiên bản toàn cầu      | https://www.bgr.in/news/nokia-6-1-plus-spotted-online-again-ahead-of-india-launch-on-august-21/ Lưu trữ ngày 27 tháng 5 năm 2019 tại Wayback Machine |  |